# 王业泰
王业泰（?—1646年?），字士和，浙江余姚人，王阳明玄孙，南明军事将领，末任新建伯。

## 生平
王业泰为王阳明曾孙新建伯王先通长子，有弟王业耀，幼时居绍兴，后随父移居京师。
王先通掌前军都督府，镇守通州（今北京），李自成陷京师时被杀。王业泰遂南下回余姚丁忧守丧，并投奔南明弘光政权。崇祯上吊自杀，明王朝覆灭，福王称帝，于隆武元年袭封新建伯。不久闻清军南下，南京危急，穿戴衰服领兵北上南京，当抵钱塘（今杭州）时，被清兵所俘虏。
清军将领许以爵位，王业泰说：“世受国恩，义不改节。得死，报君父于地下足矣！”，清军遂将其杀死。另说，顺治三年（1646年），与南明阁臣方逢年、張國維、谢三宾，尚书宋之普、商周祚等一道降清，后事不明。